# 유매 (양공왕)
양공왕 유매(梁共王 劉買, ? ~ 기원전 137년)는 전한의 황족 · 제후왕이다.

## 생애
양효왕 유무의 맏아들로, 경제 중5년(기원전 145년)에 아우 유명과 함께 열후에 봉해져 승씨후(乘氏侯)가 되었다. 이듬해에 아버지가 죽자, 큰아버지 경제가 할머니 두태후를 만족시키기 위해 양나라를 쪼개어 유매의 형제들을 모두 왕으로 봉했기에 제천·산양·제동·제음나라가 독립해 많이 줄어든 양나라를 물려받아 왕이 되었다.
양공왕 7년(기원전 137년)에 죽었고, 시호를 공(共)이라 했으며, 아들 유양이 뒤를 이었다.

## 가계
- 양효왕 유무
  - 양공왕 유매
    - 양평왕 유양
    - 장량애후 유인